# Ventosaterapia
La ventosaterapia o terapia de ventosas es una forma de medicina alternativa considerada como pseudociencia y  charlatanería en la que se crea una succión local en la piel con la aplicación de ventosas. La práctica se realiza principalmente en Asia, pero también en Europa del Este, Medio Oriente y América Latina.
Los practicantes de la ventosaterapia la utilizan para supuestamente tratar una amplia gama de afecciones médicas incluyendo entre otras: fiebre, lumbalgia, falta de apetito, indigestión, hipertensión arterial, acné, dermatitis atópica, psoriasis, anemia, rehabilitación de accidentes cerebrovasculares, congestión nasal, infertilidad y dolores menstruales.
A pesar de las numerosas dolencias para las que sus practicantes afirman que la terapia de ventosas es útil, no hay evidencia de que tenga beneficios para la salud y sí de que existen algunos riesgos de daño físico, especialmente en la aplicación de ventosas húmedas y ventosas con fuego. Los moretones, decoloraciones de la piel y sangrados locales se encuentran entre los posibles efectos adversos de las ventosas como también infecciones graves en la piel, y, a veces, pueden llegar a ser confundidos con señales de abuso infantil. Esto ha dado lugar a que en raras ocasiones, la presencia de estas marcas en los niños diera lugar a acciones legales contra los padres que hicieron que sus hijos recibieran terapia de ventosas.

## Historia

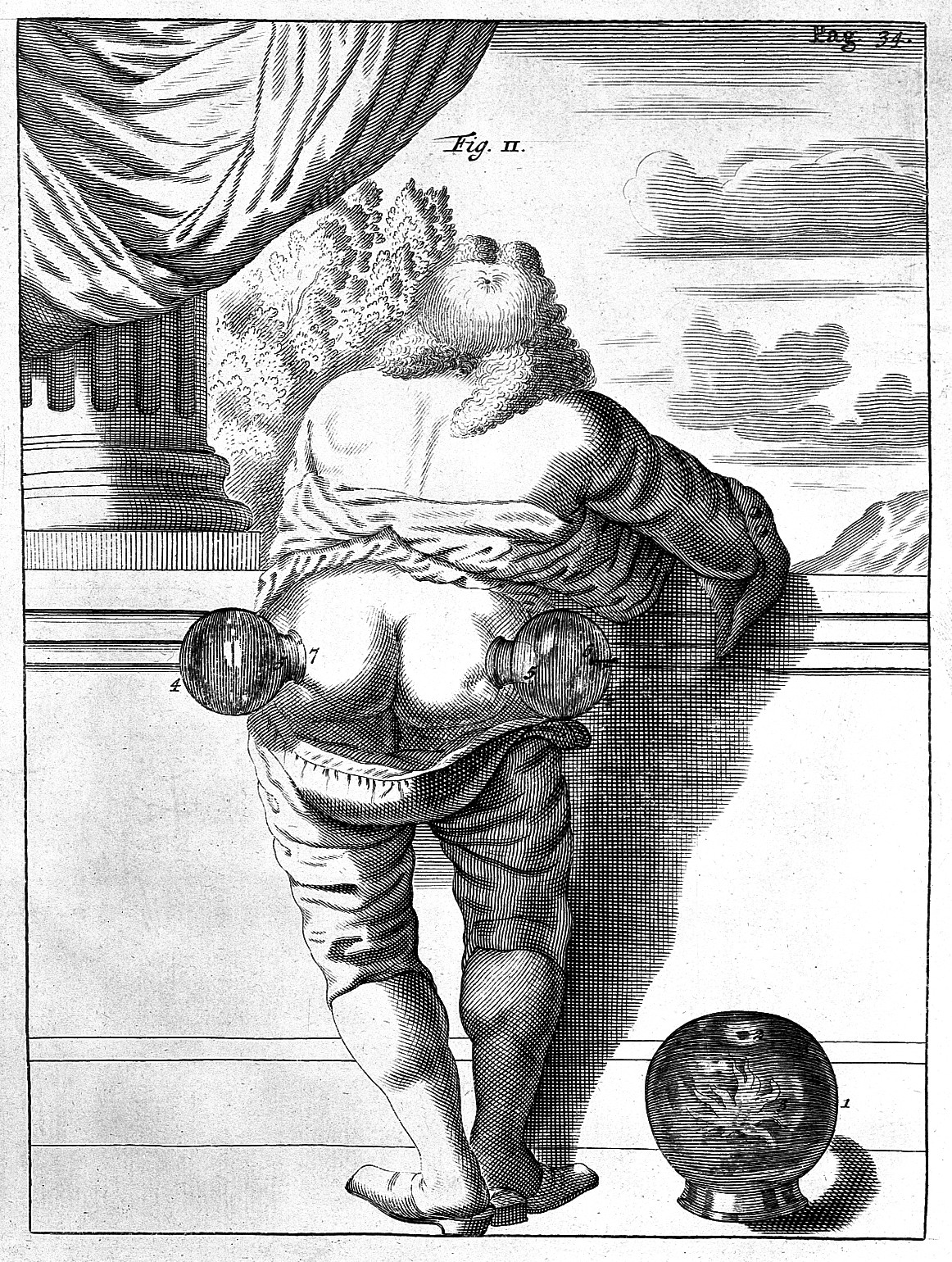
Una ilustración del libro de texto médico Exercitationes practicae, publicado en 1694, muestra a un hombre sometido a ventosaterapia en las nalgas.

El origen del uso de ventosas como práctica terapéutica no está claro. La medicina tradicional iraní utiliza prácticas con ventosas húmedas, con la creencia de que las ventosas con escarificación pueden eliminar el tejido cicatricial, y las ventosas sin escarificación limpiarían el cuerpo a través de los órganos.
En la antigua Grecia, Hipócrates (c. 400 a. C.) usaba ventosas para tratar enfermedades internas y problemas estructurales. El método fue también recomendado por Mahoma y, por lo tanto, practicado de forma habitual por médicos musulmanes que elaboraron y desarrollaron el método. Consecutivamente, este método en sus múltiples formas se extendió a la medicina por las civilizaciones asiática y europea.
En China, el uso más temprano de terapia con ventosas registrado es del famoso alquimista y herbolario taoísta Ge Hong (281–341 d. C.).
La aplicación de ventosas también se menciona en el libro de Maimónides sobre la salud y se utilizó dentro de la comunidad judía de Europa del Este.
William Osler recomendó su uso para tratar la neumonía y la mielitis aguda a principios del siglo XX.

## Métodos
Los practicantes de ventosaterapia utilizan la terapia de ventosas para tratar una amplia gama de afecciones médicas incluyendo entre otras: fiebre, lumbalgia, falta de apetito, indigestión, hipertensión arterial, acné, dermatitis atópica, psoriasis, anemia, rehabilitación de accidentes cerebrovasculares, congestión nasal, infertilidad y dolores menstruales. Los defensores de esta terapia afirman también que las ventosas tienen un efecto terapéutico y eliminan "toxinas" no especificadas, sangre estancada o movilizan la "energía vital" cuando se usan sobre puntos de acupuntura con el objetivo de mejorar la circulación sanguínea. A veces se utilizan dispositivos de succión modernos en lugar de las ventosas tradicionales.
Si bien los detalles varían entre los practicantes, sociedades y culturas, la práctica general consiste en succionar tejido con una cobertura colocada en el área designada creando un vacío parcial, ya sea mediante el calentamiento y posterior enfriamiento del aire en la copa, o mediante bombeo manual o mecánico. Por lo general, la copa se deja en su lugar entre cinco y quince minutos.
Los tipos de terapia de ventosas se pueden clasificar utilizando cuatro métodos distintos de categorización:
- El primer sistema de categorización se relaciona con los "tipos de técnicas", que incluyen: terapia seca, húmeda, de masaje y de ventosas instantáneas.
- La segunda categorización se relaciona con "la intensidad del poder de succión", que incluye: terapia de ventosas ligera, media y fuerte.
- La tercera categorización se relaciona con el "método de succión", que incluye: fuego, succión manual y terapia con ventosas de succión eléctrica.
- La cuarta categorización se relaciona con los "materiales dentro de las copas" que incluye: productos a base de hierbas, agua, ozono, moxa, agujas y terapia de ventosas magnéticas.

Posteriormente se han desarrollado más categorías de ventosaterapia:
- El quinto se relaciona con el área tratada e incluye: terapia de ventosas facial, abdominal, femenina, masculina y ortopédica.
- El sexto se relaciona con "otros tipos de ventosas" que incluye deportes y ventosas acuáticas.

|        |
| Vidrio |

|          |
| Plástico |

|       |
| Bambú |

|                |
| Cuerno y cobre |

|        |
| Bronce |

### Ventosas secas
Las ventosas secas implican la aplicación de una copa caliente sobre la piel de la espalda, el pecho, el abdomen o las nalgas. Se cree que el enfriamiento del aire crea un efecto de succión. El bambú y otros materiales se utilizan a veces como alternativas a las copas de vidrio.

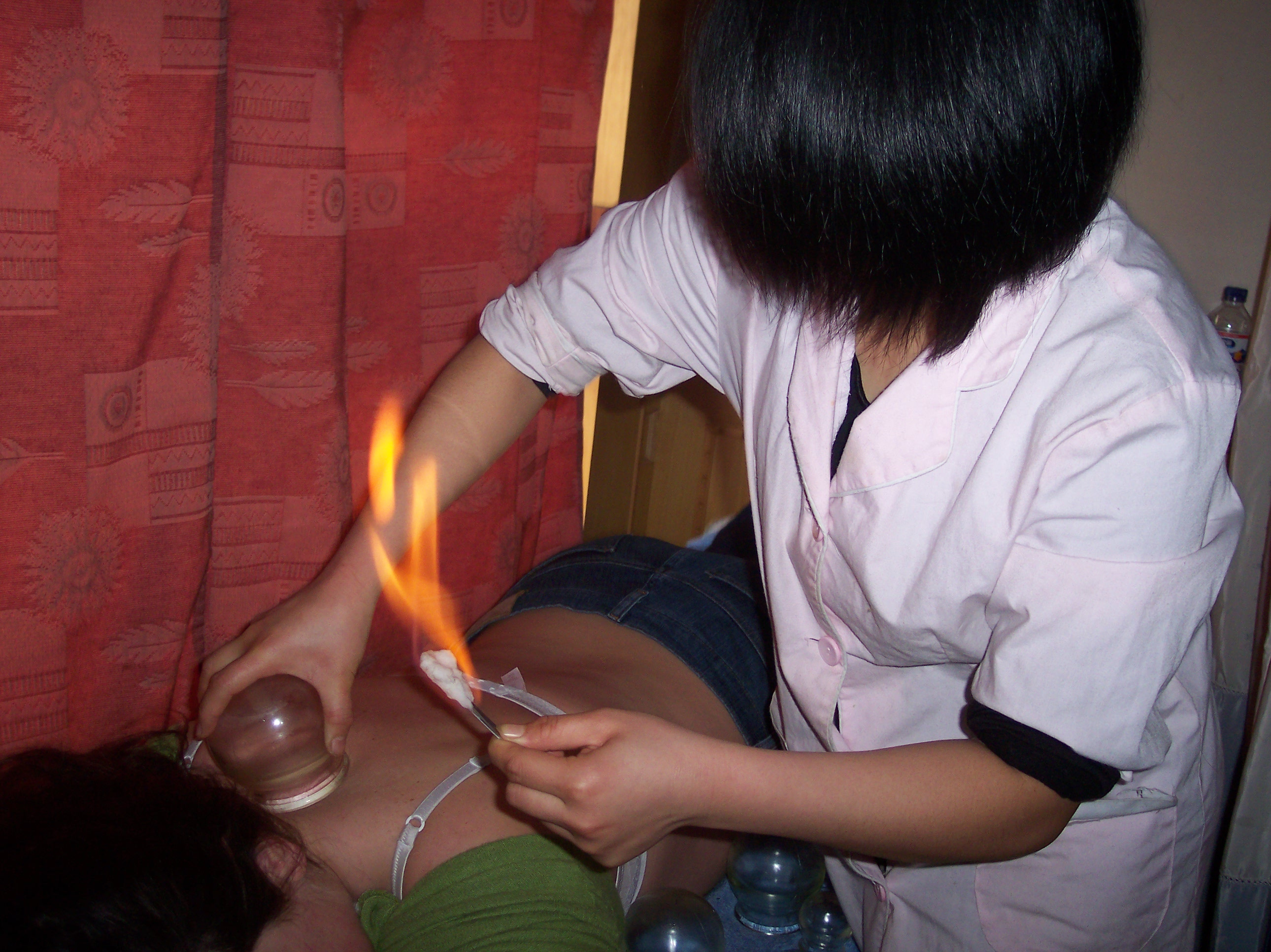
Una persona recibiendo ventosaterapia con fuego

### Ventosas con fuego
La terapia de ventosas con fuego consiste en remojar una bola de algodón en alcohol casi puro. El algodón se sujeta con un par de pinzas y se enciende entonces con un fósforo o un encendedor y, con un solo movimiento, se coloca dentro de la copa y se retira rápidamente, mientras la copa se coloca rápidamente sobre la piel. El fuego consume todo el oxígeno de la taza y expande el aire dentro de esta, que al enfriarse crea una presión negativa dentro de la taza. Luego, al colocar la copa sobre el cuerpo, la presión negativa "succiona" la piel. En ocasiones se aplica aceite de masaje para crear un mejor sellado y permitir que las copas se deslicen sobre los grupos musculares (por ejemplo, trapecio, erectores, dorsal ancho, etc.) en un acto llamado "ventosa deslizante". Es común que aparezcan círculos oscuros en la piel donde se colocaron las copas debido a la rotura de los capilares justo debajo de la piel que causa hematomas. También existen casos documentados de quemaduras causadas por la aplicación de ventosas con fuego.

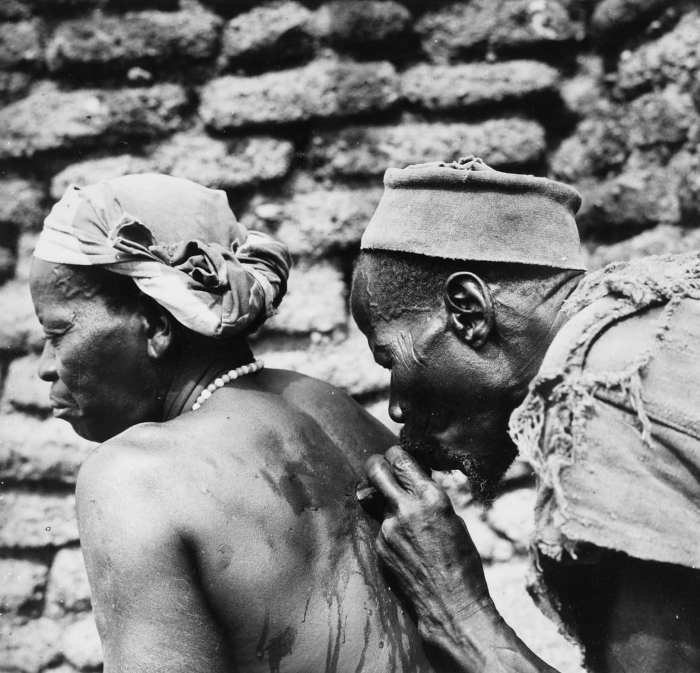
Hijama

### Ventosas húmedas
La terapia con ventosas húmedas también se conoce como "hijama" (en árabe: حجامة‎ literalmente "succión") o sangría medicinal, donde la sangre se extrae por succión local de una pequeña incisión en la piel.
Los primeros usos reportados se encuentran en escritos registrados en el hadiz islámico, los cuales son atribuidos o describen las acciones del profeta islámico Mahoma. Los hadiz de Muhammad al-Bukhari, Muslim ibn al-Hajjaj Nishapuri y Ahmad ibn Hanbal respaldan su recomendación y uso por Mahoma. Como resultado, la aplicación de ventosas húmedas ha seguido siendo un remedio popular practicado en muchas partes del mundo islámico.

En Finlandia, la ventosaterapia húmeda se lleva a cabo al menos desde el siglo XV, y se realiza tradicionalmente en saunas. Las ventosas estaban hechas de cuernos de ganado con un mecanismo de válvula para crear un vacío parcial al succionar el aire. La terapia con ventosas todavía se practica en Finlandia como parte de los regímenes de relajación y/o salud.

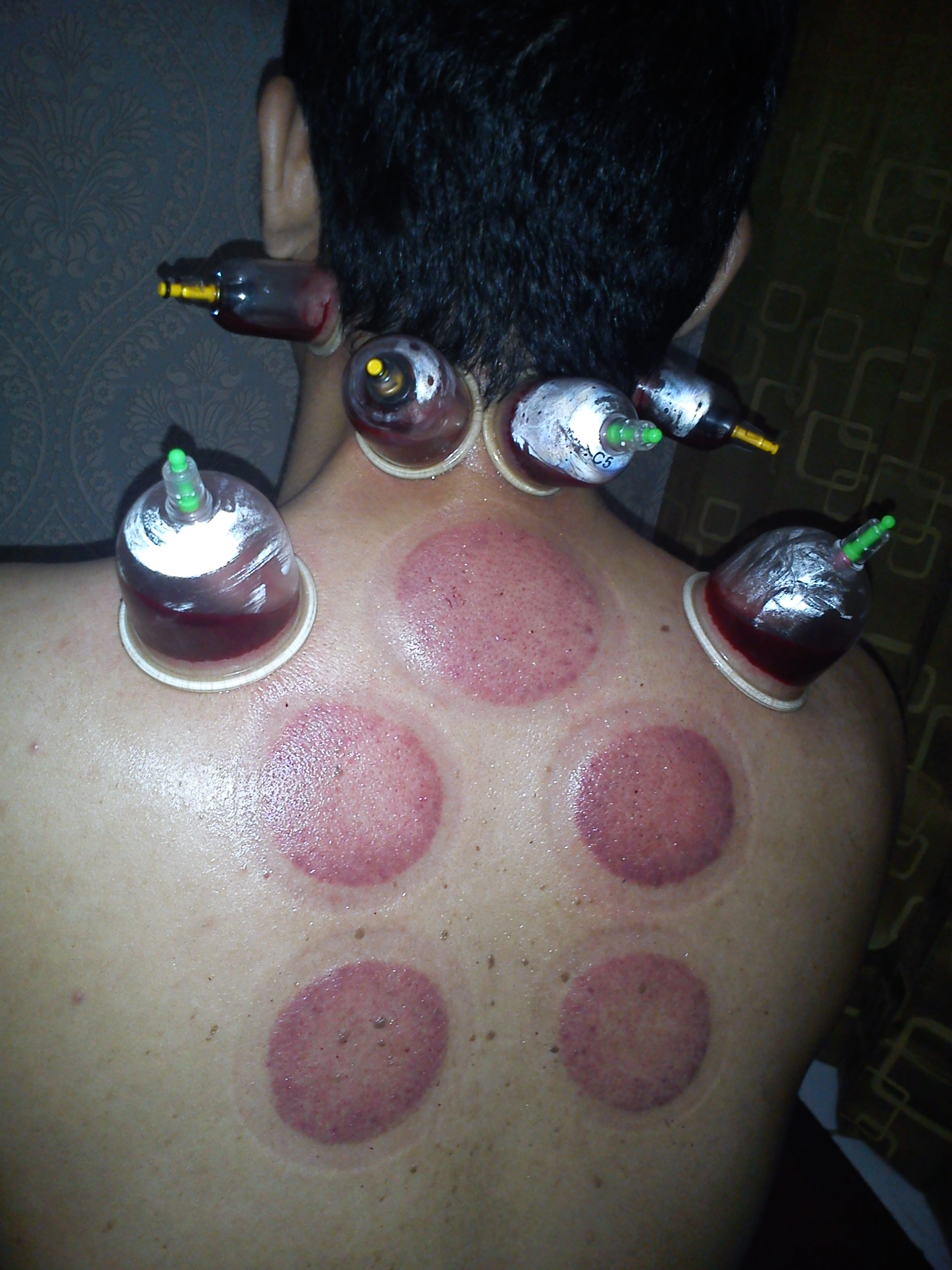
Una persona recibiendo terapia de ventosas húmedas hijama
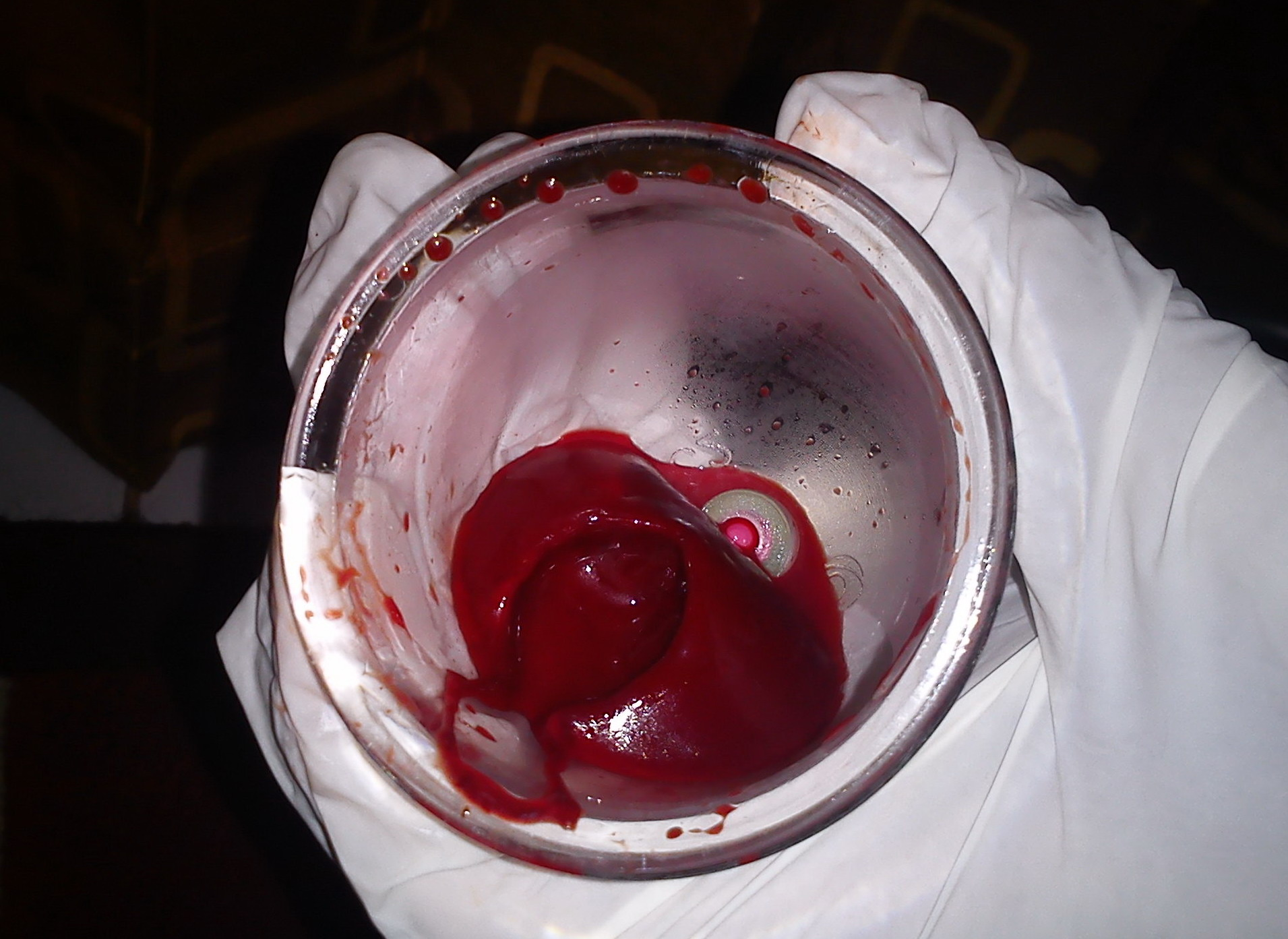
Sangre extraída con ventosas húmedas

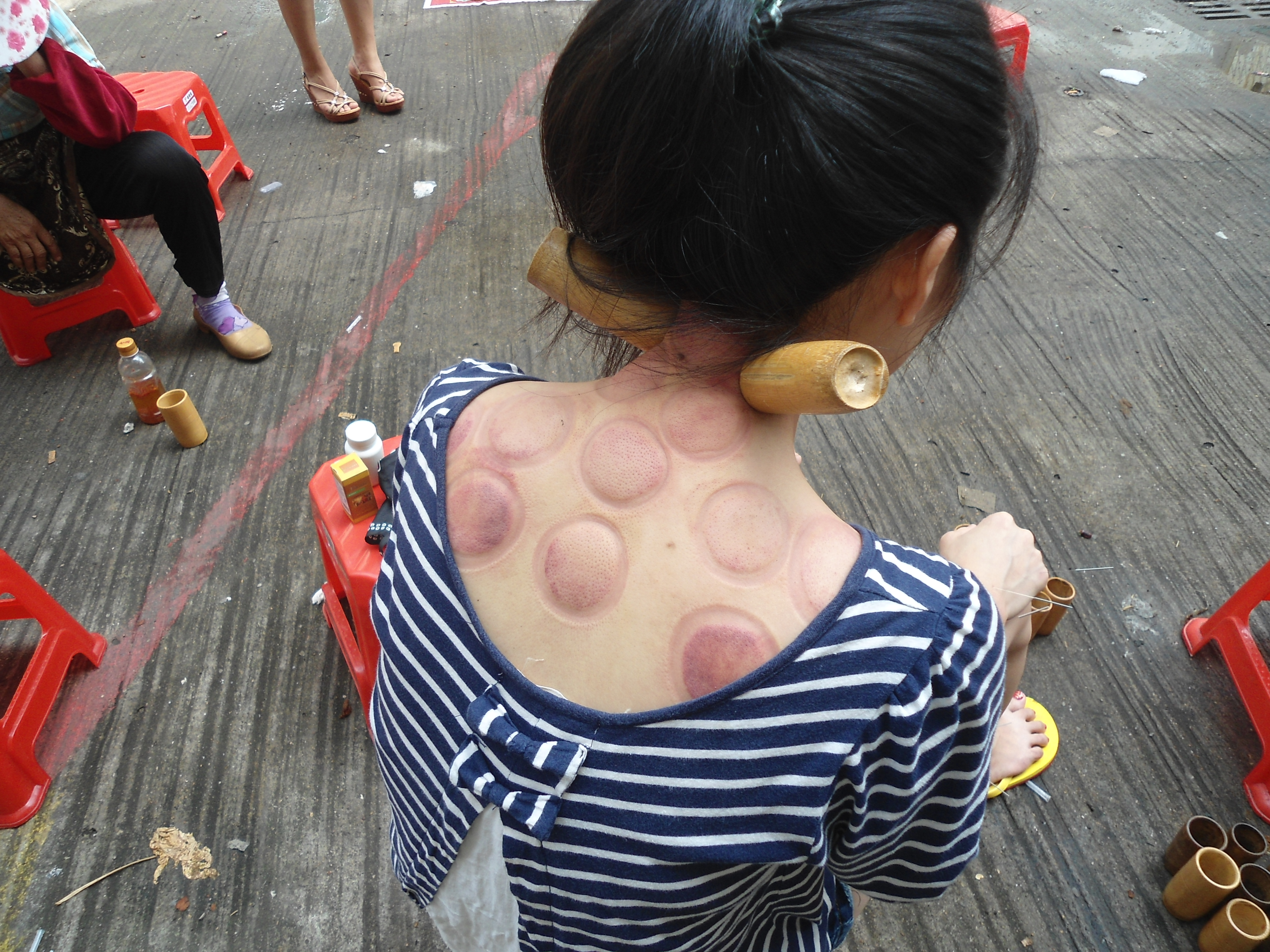
Una mujer toma ventosaterapia con fuego en un puesto ambulante al costado del camino en Haikou, Hainan, China

### Medicina tradicional china
En chino, el tratamiento con ventosas se conoce como "frascos para levantar" (en chino, 拔罐; pinyin, báguàn). Según la medicina tradicional china (MTC), la aplicación de ventosas se realiza para disipar el estancamiento (sangre y linfa estancadas), mejorando así el flujo de qi, para tratar enfermedades respiratorias como el resfriado común, la neumonía y la bronquitis. Las ventosas también se utilizan en la espalda, el cuello, los hombros y otros lugares para tratar afecciones musculoesqueléticas. En la medicina tradicional china no se recomienda la aplicación de ventosas sobre úlceras cutáneas o en las regiones abdominales o sacras de las mujeres embarazadas.

## Seguridad y riesgos
En 2016, el Ministerio de Salud de Camboya advirtió que la aplicación de ventosas podría presentar riesgos para la salud y ser particularmente peligroso para las personas con presión arterial alta o problemas cardíacos. Según el NCCIH, "la aplicación de ventosas puede provocar efectos secundarios como decoloración persistente de la piel, cicatrices, quemaduras e infecciones, y puede empeorar el eccema o la psoriasis".
La terapia con ventosas puede causar roturas en los capilares (pequeños vasos sanguíneos) de la capa de la dermis papilar de la piel, lo que da como resultado la aparición de petequias y síndrome purpúrico. Estas marcas a veces pueden ser confundidas con signos de abuso infantil cuando se realiza ventosaterapia en niños.
Los eventos adversos de la terapia de ventosas pueden incluir tanto eventos adversos locales como sistémicos. Los eventos adversos locales pueden incluir formación de cicatrices, quemaduras, hematomas lineales o rayas (ventosas húmedas), úlceras cutáneas, oscurecimiento no deseado de la piel, paniculitis, eritema, inducción del fenómeno de Koebner en individuos susceptibles con psoriasis y dolor en el sitio de aplicación de las ventosas. Existe también un riesgo teórico de infección, pero no hay informes de esto hasta 2012.

## Efectividad y críticas
No existe evidencia científica que respalde la idea de que la ventosaterapia tenga beneficios para la salud.
La Sociedad Estadounidense contra el Cáncer señala que "la evidencia científica disponible no respalda las afirmaciones de que las ventosas tengan beneficios para la salud" y también que el tratamiento conlleva un pequeño riesgo de quemaduras.
Una revisión de la literatura en 2011 determinó que "la efectividad de las ventosas actualmente no está bien documentada para la mayoría de las afecciones", y que las revisiones sistemáticas que muestran la eficacia para el tratamiento del dolor "se basaron principalmente en estudios primarios de mala calidad".
Esto fue respaldado aún más por una revisión en 2014 que demostró que la evidencia previa que aparentemente respaldaba la ventosaterapia es el resultado de un "diseño experimental no razonable y mala calidad en las investigaciónes".
Una revisión de 2012 publicada en PLoS ONE, expone que los estudios parecen demostrar que la terapia con ventosas fue eficaz para el tratamiento de una serie de afecciones, pero que "casi todos los ensayos incluidos fueron evaluados como de alto riesgo de sesgo[..]son necesarios estudios mejor diseñados con el fin de llegar a conclusiones definitivas."
No existe evidencia que respalde el uso de la terapia con ventosas para el acné. Además, la ventosaterapia se practica a menudo junto con otras terapias y, por lo tanto, no puede explicar de forma exclusiva los beneficios positivos resultantes.
Múltiples revisiones de la literatura científica sugieren que no hay evidencia científica suficiente para respaldar el uso de ventosaterapia para combatir enfermedades relevantes y el dolor crónico.
Simon Singh y Edzard Ernst analizaron la falta de beneficios aparentes de los tratamientos con ventosas en su libro de 2008 Trick or Treatment.
Como ritual pseudocientífico de desintoxicación, los defensores de las ventosas afirman falsamente que pueden eliminar toxinas no especificadas del cuerpo. Los defensores de esta terapia también afirman falsamente que las ventosas "mejoran el flujo sanguíneo" para ayudar a los músculos adoloridos. Al respecto de esta afirmación, James Hamblin señala que un hematoma causado por ventosas "es un coágulo de sangre, y la sangre coagulada no fluye".
La terapia de ventosas ha sido caracterizada como charlatanería, y múltiples críticos de la medicina alternativa se han pronunciado en contra de los tratamientos tradicionales como la terapia de ventosas:
- Los médicos Harriet Hall y Mark Crislip han caracterizado las ventosas como una "pseudociencia sin sentido", "una moda de las celebridades" y un "galimatías", y observaron que no hay evidencia de que las ventosas funcionen mejor que un placebo.[44][45]
- El farmacólogo David Colquhoun escribe que la aplicación de ventosas es "ridícula ... y absolutamente inverosímil".[46]
- El cirujano practicante David Gorski observa, "... todo es riesgo sin beneficio. No tiene lugar en la medicina moderna, o al menos no debería".[47]

## Sociedad y cultura popular
La ventosaterapia ha ganado publicidad en los tiempos modernos debido a su uso por parte de celebridades estadounidenses del deporte, incluido el jugador de la Liga Nacional de Fútbol Americano DeMarcus Ware y los atletas olímpicos Alexander Naddour, Natalie Coughlin y Michael Phelps. El médico Brad McKay escribió que el equipo de natación de EE. UU. Estaba haciendo un flaco favor a sus fanáticos que podrían "seguir su ejemplo", llamando la aplicación de ventosas una "terapia tradicional antigua (pero inútil)". Steven Novella señaló que "es lamentable que el atletismo de élite, incluidos los Juegos Olímpicos, sea un caldo de cultivo para la pseudociencia".
Hay una descripción de la terapia con ventosas en el ensayo de George Orwell "Cómo mueren los pobres", donde se sorprendió al descubrir que todavía se practicaba en un hospital de París.
Los beneficios percibidos de la ventosaterapia a menudo han sido perpetuados por celebridades y atletas que utilizan estas intervenciones terapéuticas en su vida diaria. El nadador profesional Michael Phelps recibió publicidad durante los Juegos Olímpicos de 2016 por los moretones violetas evidentes en su espalda como resultado de las ventosas. Se afirma que "lo hace antes de cada competencia a la que va" para "acelerar la recuperación". El respaldo de celebridades similar al de Michael Phelps puede crear sesgos en las personas que informan los supuestos beneficios beneficios obtenidos o sus experiencias con terapias como la de ventosas.